# Zagreb Glavni kolodvor

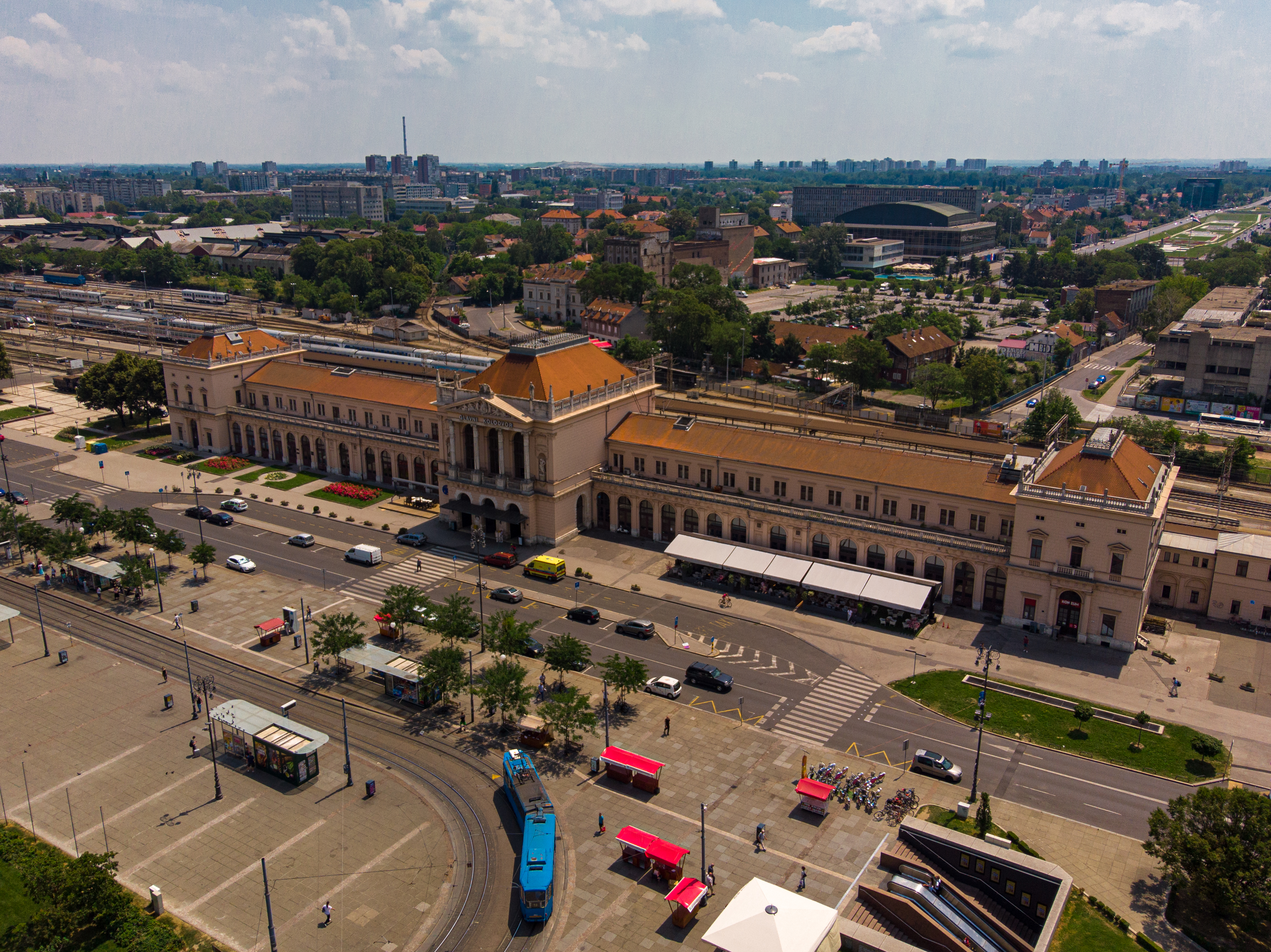
Luftaufnahme des Bahnhofs

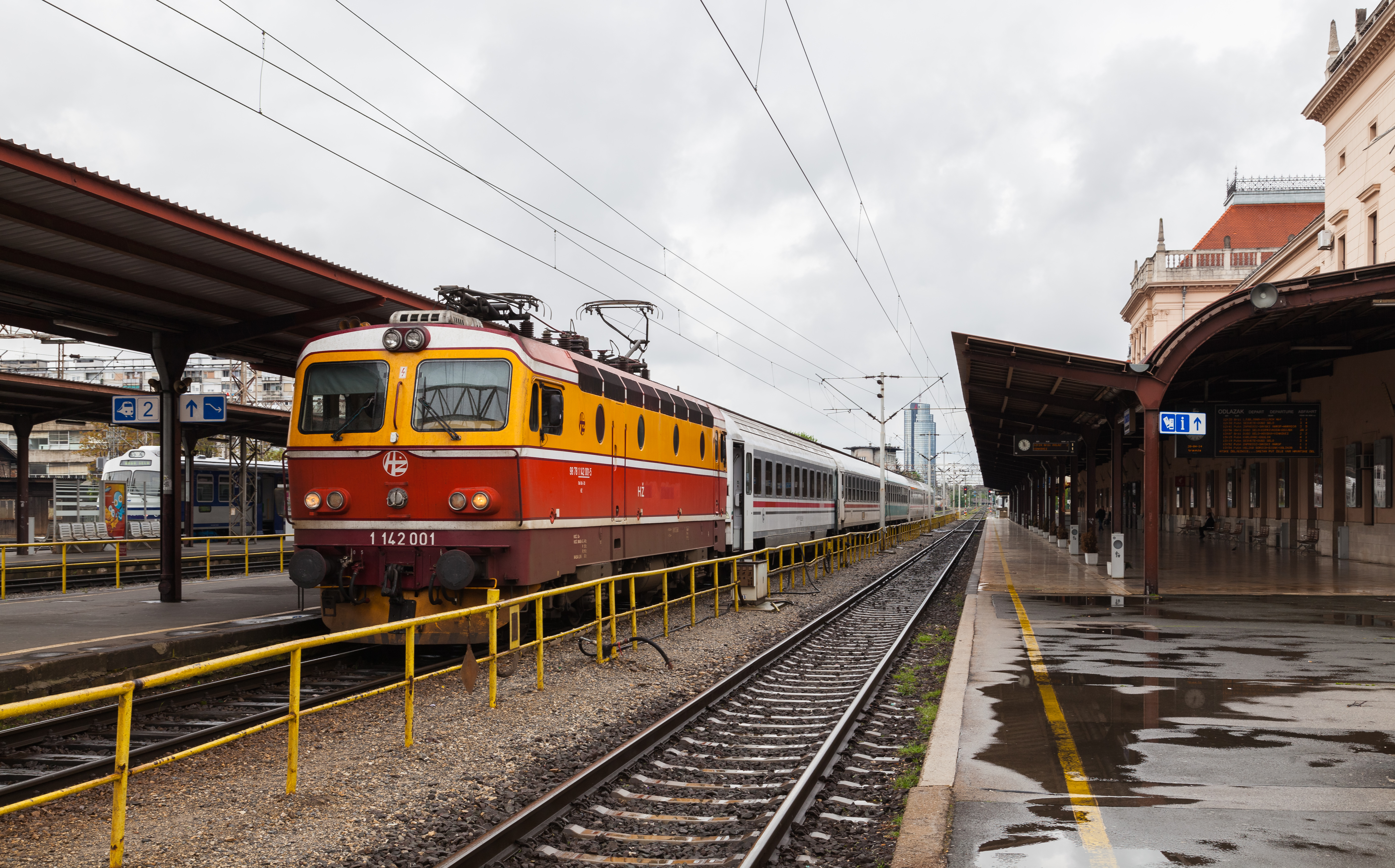
Zug am Zagreber Hauptbahnhof

Zagreb Glavni kolodvor (deutsch: Zagreb Hauptbahnhof) ist der zentrale Bahnhof der kroatischen Hauptstadt Zagreb. Das Empfangsgebäude steht am König-Tomislav-Platz im Zentrum der Stadt.

## Geschichte
Mit dem Bau wurde 1890 begonnen. Federführend war der österreich-ungarische Architekt Ferenc Pfaff. Am 18. August 1892 wurde der Bahnhof dem Verkehr übergeben.
Für die Universiade 1987 wurde der Bahnhof umgebaut. Ein weiterer Umbau, mit unterirdischer Einkaufspassage, fand 2006 statt.
Am 30. August 1974 ereignete sich bei der Einfahrt in den Hauptbahnhof ein schwerer Eisenbahnunfall mit 153 Toten.

## Bahnstrecken
Im Eisenbahnknoten Zagreb sind u. a. folgende Eisenbahnstrecken miteinander verknüpft:
- Richtung Süden: Strecke nach Rijeka mit Abzweig nach Split
- Richtung Westen: Strecke nach Savski Marof und weiter nach Slowenien
- Richtung Südosten: Strecke nach Sisak und weiter nach Bosnien und Herzegowina
- Richtung Osten: Strecke nach Dugo Selo und weiter nach Ungarn und Serbien

Zagreb Hauptbahnhof ist einer der wichtigsten Bahnhöfe im Zuge des Paneuropäischen Verkehrskorridors X und des Paneuropäischen Verkehrskorridors V, Ast B.

## Personenverkehr
Zagreb wird von vielen internationalen Tag- und Nachtverbindungen bedient. Verbindungen sind vorhanden in Richtung München (Fahrzeit circa 9 Stunden), Villach, Wien (Fahrzeit rund 7 Stunden), Belgrad und Zürich.

### Nationale Verbindungen
Die Hrvatske Željeznice (Kroatische Staatsbahnen) bieten inländische Direktverbindungen unter anderem nach Split, Rijeka und Osijek. Seit 2005 fahren moderne Intercity-nagibni-Züge (DB-Baureihe 612) auf der Strecke nach Split und auf weiteren Strecken. Dies verkürzt die Reisezeit nach Split von neun auf 6 Stunden.

### Internationale Direktverbindungen
- EC 158/159 Croatia: Zagreb – Maribor – Wien Hbf
- B 201/204 Agram: Zagreb – Koprivnica – Budapest-Déli
- B 205/200 Gradec: Zagreb – Koprivnica – Budapest-Déli
- B 210/211 Sava: Vinkovci – Zagreb – Ljubljana – Villach Hbf
- EC 212/213 Mimara: Zagreb – Ljubljana – Villach Hbf (mit Kurswagen nach Frankfurt (Main) Hbf)
- B 413/412: Zagreb – Vinkovci – Beograd Centar
- EN 414/415: Zagreb – Schwarzach-St. Veit (weiter als EN 464/465 nach Zürich HB)
- EN 498/499 Lisinski: Zagreb – Salzburg Hbf (weiter als EN 462/463 nach München Hbf)

Darüber hinaus verkehren saisonal im Sommer weitere Nachtzüge aus den nördlichen Nachbarstaaten über Zagreb nach Split. Zwischen Dezember 2009 und Dezember 2011 gab es ein tägliches Eurocity-Zugpaar von Siegen über München nach Klagenfurt mit Kurswagen nach Zagreb.

## Verknüpfung mit anderen Verkehrsträgern
Unmittelbar vor dem Hauptbahnhof halten die Linien 2, 4, 6, 9 und 13 der Straßenbahn Zagreb. Diese werden von der Zagrebački električni tramvaj (ZET) betrieben. Mit den Linien 2 und 6 erreicht man den drei Stationen entfernten Autobusni Kolodvor, den zentralen Busbahnhof der Stadt, von dem viele Fernbusse in Groß- und Kleinstädte Kroatiens und den benachbarten Ländern fahren. Der Busbahnhof ist stärker frequentiert als der Hauptbahnhof, da das kroatische Bahnnetz nicht sehr engmaschig ist.